# HAT-P-13 d
HAT-P-13 d est une exoplanète orbitant autour de l'étoile HAT-P-13, elle a été découverte en 2011 mais sa découverte n'est pas encore confirmée.